# Mathias II de Bretagne
Mathias II de Bretagne (? mort en 1103) comte de Nantes en 1084.

## Biographie
Mathias II est un prince breton, fils cadet d' Havoise, duchesse de Bretagne et du duc de jure uxoris Hoël II, fils de Judith de Nantes, fille et héritière de Judicaël de Nantes. Comte de Nantes de 1084 à 1103, il gouverne son comté  sous la suzeraineté et en parfait accord avec son frère aîné Alain IV de Bretagne.
En 1091  Mathias donne à la fondation familiale qu'est l'abbaye Sainte-Croix de Quimperlé, l'île Cober située sur la Loire. Quelques années après il fait don aux moines de Marmoutiers d'un terrain à bâtir dans l'enceinte de la ville de Nantes. 
Selon Pierre Le Baud, le comte Mathias serait mort à la suite de la « vengeance divine » pour avoir sur le conseil de ses barons « violé le cimetière des Saint Apôtres Pierre et Paul pour piller les biens des chanoines ». Il disparaît sans héritier en 1103 et le comté de Nantes revient dans le domaine ducal.